# Сеченьи, Симон
Симон Сеченьи (венг. Szécsényi Simon; умер около 29 января 1412 года) — крупный венгерский барон и военачальник, который был убежденным сторонником короля Сигизмунда Люксембургского с 1380-х годов. Присоединившись к заговору магнатов 1401 года, он сыграл ключевую роль в аресте короля, но позже был помилован и смог сохранить свое политическое влияние до самой смерти.

## Семья
Симон родился во влиятельной семье Сеченьи. один из трех сыновей Коньи Сечени (? — 1367), бана Хорватии, и Элизабет Хашендорфер, дочери австрийского дворянина Вульфинга Хашендорфера из Хашендорфа/Хасфальвы (сегодня часть Неккенмаркта в Австрии). Его братьями были Франк Сеченьи, также барон и его самый сильный союзник на политическом уровне, и Миклош I Сеченьи, который в последний раз упоминается в 1383 году. Семья Сеченьи происходила из клана Качичей. Дедом Симона был Томас I Сеченьи, который получил известность во время войны короля Карла I против олигархов и впоследствии получил многочисленные земельные пожалования.
Указывая на социальный статус своей семьи, Симон Сеченьи женился на Элизабет Гараи, дочери Миклоша I Гарая, палатина Венгрии, который был одним из ведущих магнатов короля Венгрии Людовика I Великого, а затем Марии, королевы Венгрии. Благодаря этому браку Симон стал родственником многочисленных баронских семей и даже самого Сигизмунда. У Симона и Элизабет было трое детей. Старшим из них был Миклош II Сеченьи (? — 1438), который потерял все свое состояние после заговора и показательного процесса против него и умер в изгнании в Венецианской Республике. Второй сын Томас II Сеченьи упоминается только один раз в 1407 году. Их единственная дочь Доротея вышла замуж за Сигизмунда Лошонци, который в 1420 году управлял банатом Северин с титулами капитана нескольких замков. Ветвь Симона вымерла через поколение.

## Карьера
Впервые Симон Сеченьи появился в исторических документах в 1373 году. Братья Сеченьи были одними из первых внутренних сторонников Сигизмунда Люксембургского, который прибыл в Венгрию, чтобы подтвердить брачное соглашение с королевой Марией. После коронации Сигизмунда в качестве соправителя в марте 1387 года Сеченьи принадлежали к самым влиятельным баронам после придворных короля иностранного происхождения. В 1388 году Симон купил у Сигизмунда королевский замок Сальго (Берзены) в комитате Хонт и окружающие его восемь деревень. В то же время он был назначен ишпаном комитатов Хонт (вместе со своим братом Франком) и Тренчен, занимая обе должности одновременно до 1390 года . В 1389 году Франк и Симон Сеченьи участвовали в военной кампании в Сербию, которая состоялась после битвы за Косово. Оба они участвовали в успешных осадах фортов Борач и Честин.
Чтобы уравновесить власть и влияние воеводы Ладислава Лошонци в Трансильвании, который выступил против Сигизмунда и поддержал притязания короля Ладислава Неаполитанского на венгерский престол, Сигизмунд Люксембургский назначил Симона Секеньи графом секеев около мая 1390 года, положив конец непрерывному правлению братьев Белтеков с 1387 года. В то же время он также стал ишпаном комитата Бихар. В официальных документах Симон Сеченьи впервые появился как граф 27 февраля 1391 года, когда был выдан диплом в Дьюлафехерваре (сегодня Алба-Юлия, Румыния). Он призвал секейскую знатную элиту Маросшекского сидения выплатить вознаграждение ишпану. Однако Сеченьи занимал этот пост менее года. 28 марта 1391 года Сигизмунд сообщил своим подданным в замке Гергени (ныне Гургиу в Румынии), что он уволил Симона Сеченьи с поста графа секеев и назначил на его место Иштвана Канижи, «сохраняя при этом всю свою привязанность» к Сеченьи . Это была одна из глав экспансии клана Канижаи, которые доминировали при королевском дворе после коронации Сигизмунда под руководством архиепископа Иоанна Канижаи. При таких обстоятельствах Сеченьи перешел на сторону семьи Лакфи, которая постепенно теряла влияние после смерти Людовика I в 1382 году. Тем не менее, Сеченьи не сохранял никакого достоинства в течение следующих четырех лет.
После этого Симон Сеченьи постепенно стал сторонником Лиги Канижаи. По этой причине ему успешно удалось стать королевским судьей в мае 1395 года. Поскольку Сигизмунд с того года готовил войну против Османской империи и ее союзников Валахии и Молдавии, которая вылилась в так называемый Никопольский крестовый поход, он долгое время находился вдали от королевского двора.. Таким образом, Сеченьи действовал как королевский судья в соответствии с волей баронов и прелатов, которые постепенно сталкивались с Сигизмундом и его политикой. 17 ноября того же года его сменил Янош Паштои. После катастрофического поражения при Никополе Симон Сеченьи принял активное участие в убийстве своего бывшего союзника, некогда могущественного Стефана Лакфи, который был убит последователями Лиги Канижаи вместе со своими родственниками в Кровавом сражении при Крижевцах 27 февраля 1397 года.
В последующие годы отношения между венгерскими баронами (де-факто возглавляемыми архиепископом Канижаи) и Сигизмундом Люксембургским все более ухудшались, особенно из-за фаворитизма последнего по отношению к своим иностранным придворным, таким как Пипо из Озоры, Сцибор из Сцибожице, Герман II, граф Целле, и епископ Эберхард Албени. В 1401 году Симон Сечеьни участвовал в заговоре магнатов против Сигизмунда. 28 апреля он привел вооруженную группу к королевскому замку и потребовал «изгнания богемцев, поляков и других иностранных придворных». Сигизмунд отказался от этого, поэтому он был схвачен и заключен в тюрьму в Вышеграде, а затем в Сиклоше. Джон Канижаи как лорд-канцлер королевства и королевский совет взяли на себя королевские полномочия. Совет назначил Симона Сеченьи воеводой Трансильвании, лишив Стибора его должности. Семья Гараи, державшая короля под стражей в Сиклоше, заключила сепаратный мирный договор с Сигизмундом, который был освобожден 29 октября 1401 года. Победа сторонников Канижаи оказалась пирровой, и они постепенно утратили свое влияние при дворе. Сеченьи, однако, смог сохранить свое господство благодаря своим семейным отношениям с Гараи через его брак. Лига Сиклоша, возглавляемая Миклошем II Гараи(шурином Сеченьи) и Германом Целле, захватила власть над королевским двором после заговора 1401 года. Сеченьи поддерживал короля в 1403 году, когда вспыхнуло очередное баронское восстание в пользу короля Ладислава Неаполитанского.
За участие в борьбе с повстанцами Симон Сеченьи был назначен мастером привратников (таким образом, он также был маршалом королевского двора), занимая эту должность с 1403 по 1409 год (по неизвестным причинам был короткий перерыв между июлем 1405 и январем 1406 года). Кроме того, он также был ишпаном комитатов Шарош (1403—1405), Шепеш (1404), Боршод (1404—1405) и Хевеш (1405). Сеченьи был одним из первых основателей Ордена Дракона в 1408 году . Его брат Франк Сеченьи умер в том же году, таким образом, Симон остался единственным главой семьи. Чувствуя близость своей смерти, он заключил договор наследования со своим племянником Ладиславом (II) в присутствии королевского судьи Симона Розгони 9 декабря 1411 года в Леткесе. Соответственно, его сын Миклош был бы единственным наследником замка Сальго, который был приобретен Симоном десятилетиями ранее, в то время как Тапольчаны (сегодня Топочаны, Словакия) принадлежали ветви Франка. Холлоке и Айнакске (сегодня Хайначка, Словакия) были отнесены к Ладиславу (сыну Франка) и Миклошу (сыну Симона) соответственно, в то время как эти принадлежности (деревни и земли) были разделены между двумя ветвями. Оставшиеся два замка (Сомоско и Бене) и близлежащие деревни стали совместной семейной собственностью, в то время как обе ветви должны были одновременно назначить собственного кастеляна. Согласно хартии от 29 января 1412 года, Симон Сеченьи умер в те дни.